# Omlott

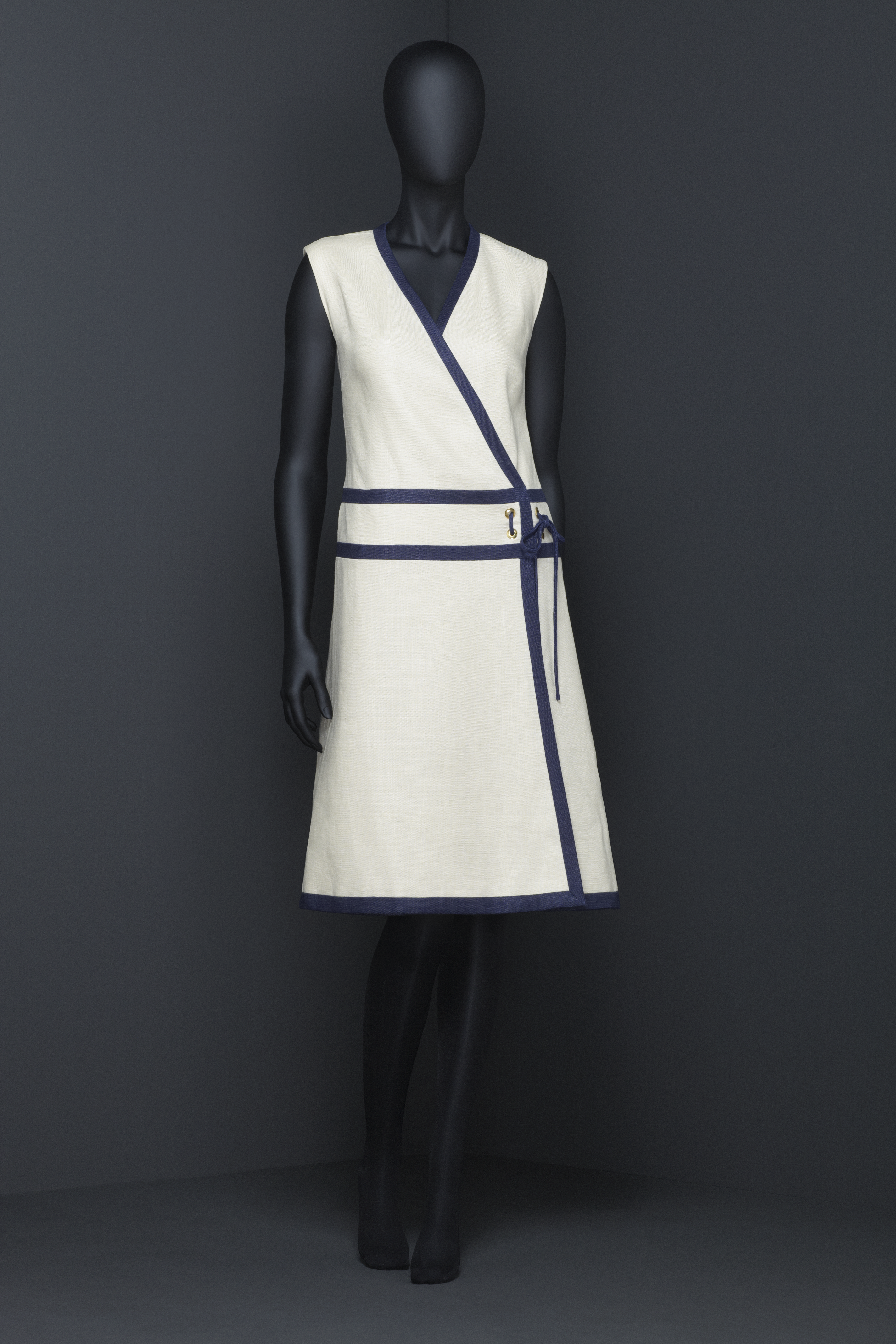
Omlottklänning från 1960-talet, ägd av Prinsessan Margaretha av Sverige, nu på Livrustkammaren.

Omlott är en drapering eller ett sätt att stänga plagg genom att slå tyget i kors om bålen/bröstet.
Idén är inlånad från Orienten och förekom först i aftonklänningar och badplagg på 1930-talet. På 1940-talet kom omlottkjolar, inspirerade av saronger.